# Квалификације за Куп Кариба 2008.
Квалификације за Куп Кариба 2008. су почеле у јулу 2008. Квалификационе рунде су коришћене за квалификације укупно шест тимова у последњој рунди турнира за придруживање домаћину, Јамајци, и актуелном шампиону, Хаитију, који су добили директан улазак у посљедњу групну фазу. Име је ове године промењено из Дигисел Карибијен Кап у Дигицел Карибијен чампионшип. 

## Прелиминарне квалификационе рунде

### Формат
Пет победника група заједно са четири најбоља другопласирана тима били су распоређени у три групе чији су домаћини Гвадалупе, Куба и Тринидад и Тобаго од 11. октобра до 9. новембра.

### Репрезентације чланице које нису учествовале
Девет тимова ФСК није се пријавило, што значи 4 учесника мање него у издању Купа карипских нација 2006-07. (Ово је резултовало са 2 учесника мање, када су се још 2 тима повукла током турнира 2006-07). Два тима су се повукла пре почетка турнира (Француска Гвајана и Сент Мартин (Холандија)), а осталих 7 тимова наведених у наставку учествовало је само у квалификацијама за Светско првенство)
| 1. Бахами · 2. Доминиканска Република · 3. Француска Гвајана · | 4. Монтсерат · 5. Порторико · 6. Свети Мартин Хол. · | 7. Туркс и Кајкос · 8. Америчка Девичанска Острва · 9. Света Луција · |

### Група А
Домаћин свих утакмица Групе А била је ФС Холандских Антила, управно тело за фудбал на Холандским Антилима.
| Репрезентација   | Ута | Поб | Нер | Изг | ГД | ГП | ГР | Бод |
| ---------------- | --- | --- | --- | --- | -- | -- | -- | --- |
| Холандски Антили | 2   | 1   | 1   | 0   | 2  | 0  | +2 | 4   |
| Гренада          | 2   | 1   | 0   | 1   | 3  | 3  | 0  | 3   |
| Аруба            | 2   | 0   | 1   | 1   | 1  | 3  | -2 | 1   |

Белешка
- Света Луција је оригинално био треће тим у групи али је одустала и  Доминика је заузео њено место.
- Доминика се пребацила у групу Б, дан пре прве утакмице, и  Аруба је заузела њено место.

| Холандски Антили | 0 : 0 | Аруба |
| ---------------- | ----- | ----- |
|                  |       |       |

| Гренада                                                | 3 : 1 | Аруба          |
| ------------------------------------------------------ | ----- | -------------- |
| Џејк Реније 53’ · Ентони Модесте 76’ · Шејн Реније 79’ |       | Терик Руиз 50’ |

| Холандски Антили                     | 2 : 0 | Гренада |
| ------------------------------------ | ----- | ------- |
| Џон Бакуна 79’ · Џошуа Бикинтини 81’ |       |         |

### Група Б
Домаћин свих утакмица Групе Б био је Фудбалски савез Гвајане, управно тело за фудбал на Гвајани.
| Репрезентација | Ута | Поб | Нер | Изг | ГД | ГП | ГР | Бод |
| -------------- | --- | --- | --- | --- | -- | -- | -- | --- |
| Гвајана        | 2   | 1   | 1   | 0   | 4  | 1  | +3 | 4   |
| Суринам        | 2   | 1   | 1   | 0   | 4  | 2  | +2 | 4   |
| Доминика       | 2   | 0   | 0   | 2   | 1  | 6  | -5 | 0   |

- Суринам се квалификовао као један од 4 најбоље другопласирана тима.
- Аруба је оригинално била у групи Б, али су се накнадно пребацили у групу А.  Доминика је преузела њено место у овој групи.

| Гвајана                                             | 3 : 0 | Доминика |
| --------------------------------------------------- | ----- | -------- |
| Најџел Кондрингтон 20’, 43’ · Гленорван Едмондс 36’ |       |          |

| Доминика        | 1 : 3 | Суринам                                                             |
| --------------- | ----- | ------------------------------------------------------------------- |
| Принс Острие 7’ |       | Марлон Фелтер 18’ · Клифтон Сендвлиет 54’ · Ферндинанд Џап А Џо 81’ |

| Гвајана             | 1 : 1 | Суринам                  |
| ------------------- | ----- | ------------------------ |
| Двајт Питерс] 90+2’ |       | Вангелино Састрамеђо 22’ |

### Група Ц
Домаћин свих утакмица Групе Ц био је Фудбалски савез Кајманских Острва.
| Репрезентација    | Ута | Поб | Нер | Изг | ГД | ГП | ГР  | Бод |
| ----------------- | --- | --- | --- | --- | -- | -- | --- | --- |
| Антигва и Барбуда | 3   | 2   | 1   | 0   | 8  | 3  | +5  | 7   |
| Кајманска Острва  | 3   | 1   | 2   | 0   | 4  | 1  | +3  | 5   |
| Бермуди           | 3   | 1   | 1   | 1   | 7  | 4  | +3  | 4   |
| Свети Мартин Хол. | 3   | 0   | 0   | 3   | 2  | 13 | -11 | 0   |

Белешке
- Антигва и Барбуда оригинално нису били рачунати,[3] али су касније били придодати групи.
- Утакмице које су првобитно биле заказане за 29. август померене су за 30. август због Урагана Густав.

| Бермуди | 0 : 4 | Антигва и Барбуда                                                   |
| ------- | ----- | ------------------------------------------------------------------- |
|         |       | Џејми Томас 4’, 29’ (пен.) · Рандолф Бартон 63’ · Оким Челинџер 79’ |

| Кајманска Острва                                       | 3 : 0 | Свети Мартин Хол. |
| ------------------------------------------------------ | ----- | ----------------- |
| Калвин Џефорд 58’ · Џаиро Санчез 68’ · Николај Хил 90’ |       |                   |

| Кајманска Острва | 1 : 1 | Антигва и Барбуда   |
| ---------------- | ----- | ------------------- |
| Онил Тејлор 67’  |       | Ранџи Кристијан 33’ |

| Свети Мартин Хол. | 0 : 7 | Бермуди                                                             |
| ----------------- | ----- | ------------------------------------------------------------------- |
|                   |       | Реџи Ламб 27’, 45’, 58’, 86’ · Дејмон Минг 29’ · Кеси Касл 85’, 89’ |

| Антигва и Барбуда                      | 3 : 2 | Свети Мартин Хол.       |
| -------------------------------------- | ----- | ----------------------- |
| Џеими Томас 44’, 68’ · Рој Грегори 89’ |       | Маркенсон Пјер 53’, 58’ |

| Кајманска Острва | 0 : 0 | Бермуди |
| ---------------- | ----- | ------- |
|                  |       |         |

### Група Д
Домаћин свих утакмица Групе Д био је Фудбалски савез Сент Китса и Невиса.
| Репрезентација              | Ута | Поб | Нер | Изг | ГД | ГП | ГР | Бод |
| --------------------------- | --- | --- | --- | --- | -- | -- | -- | --- |
| Барбадос                    | 2   | 2   | 0   | 0   | 5  | 2  | +3 | 6   |
| Сент Китс и Невис           | 2   | 1   | 0   | 1   | 5  | 3  | +2 | 3   |
| Британска Девичанска Острва | 2   | 0   | 0   | 2   | 1  | 6  | -5 | 0   |

Белешка
- Доминика је требала да буде трећи тим у овој групи, али  Британска Девичанска Острва су преузела место у групи када је Доминка пребачена у групу Б.

| Сент Китс и Невис                                                                  | 4 : 0 | Британска Девичанска Острва |
| ---------------------------------------------------------------------------------- | ----- | --------------------------- |
| Џевон Френсис 15’ · Зевон Арчибалд 31’ · Џејмс Вентон 52’ (а.г.) · Џејсон Лејк 77’ |       |                             |

| Британска Девичанска Острва | 1 : 2 | Барбадос                              |
| --------------------------- | ----- | ------------------------------------- |
| Рохан Ленон 15’             |       | Рашида Вилијамс 11’ · Норман Форд 53’ |

| Сент Китс и Невис | 1 : 3 | Барбадос                                                  |
| ----------------- | ----- | --------------------------------------------------------- |
| Џорџ Исак 13’     |       | Џонатан Стракер 35’ · Бери Скит 45’ · Рашида Вилијамс 80’ |

### Група Е
Домаћин свих утакмица Групе Е био је Фудбалски савез Мартиника.
| Репрезентација           | Ута | Поб | Нер | Изг | ГД | ГП | ГР | Бод |
| ------------------------ | --- | --- | --- | --- | -- | -- | -- | --- |
| Мартиник                 | 2   | 2   | 0   | 0   | 6  | 1  | 5  | 6   |
| Сент Винсент и Гренадини | 2   | 1   | 0   | 1   | 3  | 4  | -1 | 3   |
| Ангвила                  | 2   | 0   | 0   | 2   | 2  | 6  | -4 | 0   |

| [[Фудбалска репрезентација Мартиника {{{altlink2}}}\|Мартиник]]         | 3:0 | Сент Винсент и Гренадини |
| ----------------------------------------------------------------------- | --- | ------------------------ |
| Рој Ричардс 3’ (а.г.) · Патрик Персин 46’ · Винсло МекДовалд 47’ (а.г.) |     |                          |

| Сент Винсент и Гренадини                                  | 3:1 | Ангвила                |
| --------------------------------------------------------- | --- | ---------------------- |
| Дарен Френсис 37’ · Дорен Хамлет 39’ · Мајрон Самјуел 74’ |     | Трој Џеферс 38’ (а.г.) |

| [[Фудбалска репрезентација Мартиника {{{altlink2}}}\|Мартиник]]  | 3:1 | Ангвила         |
| ---------------------------------------------------------------- | --- | --------------- |
| Патрик Перси 19’ · Кевин Сен-Луи-Августин 37’ · Ксавије Буле 51’ |     | Капил Батис 83’ |

## Квалификациона рунда
Куба,  Гваделуп,  Тринидад и Тобаго су се аутоматски квалификовале за ову рунду квалификација.  Хаити и  Јамајка су слободни до треће рунде квалификација.

### Група Ф
Играно на Гваделупи од 11. до 15. октобра.
| Репрезентација   | Ута | Поб | Нер | Изг | ГД | ГП | ГР | Бод |
| ---------------- | --- | --- | --- | --- | -- | -- | -- | --- |
| Гваделуп         | 3   | 3   | 0   | 0   | 12 | 3  | +9 | 9   |
| Гренада          | 3   | 1   | 1   | 1   | 7  | 6  | +1 | 4   |
| Мартиник         | 3   | 1   | 1   | 1   | 4  | 5  | −1 | 4   |
| Кајманска Острва | 3   | 0   | 0   | 3   | 3  | 12 | −9 | 0   |

| [[Фудбалска репрезентација Мартиника {{{altlink2}}}\|Мартиник]] | 2:2 | Гренада              |
| --------------------------------------------------------------- | --- | -------------------- |
| Ерик Сабин 28’, 55’                                             |     | Шејн Реније 12’, 43’ |

| Гваделуп                                                                                          | 7:1 | Кајманска Острва |
| ------------------------------------------------------------------------------------------------- | --- | ---------------- |
| Микаел Антоин-Курие 4’, 43’, 58’ · Лудовик Готин 34’ · Лери Ханани 68’, 80’ · грегори Гендреј 76’ |     | Карсон Фаган 86’ |

| Кајманска Острва | 0:1 | Мартиник       |
| ---------------- | --- | -------------- |
|                  |     | Ерик Сабин 31’ |

| Гваделуп                          | 2:1 | Гренада        |
| --------------------------------- | --- | -------------- |
| Седрик Колет 23’ · Лоик Ловал 36’ |     | Рики Чарлс 15’ |

| Гренада                                                 | 4:2 | Кајманска Острва             |
| ------------------------------------------------------- | --- | ---------------------------- |
| Китсон Бајн 43’ · Шејн Реније 45’, 79’ · Рики Чарлс 67’ |     | Ериксон Браун-Морфи 31’, 82’ |

| Гваделуп                                                     | 3:1 | Мартиник       |
| ------------------------------------------------------------ | --- | -------------- |
| Лоик Ловал 40’ · Микаел Антоин-Курие 50’ · Лудовик Готин 87’ |     | Ерик Сабин 17’ |

### Група Г
Утакмице су игране на Куби од 23. до 27. октобра.
| Репрезентација   | Ута | Поб | Нер | Изг | ГД | ГП | ГР  | Бод |
| ---------------- | --- | --- | --- | --- | -- | -- | --- | --- |
| Куба             | 3   | 2   | 1   | 0   | 14 | 2  | +12 | 7   |
| Барбадос         | 3   | 2   | 1   | 0   | 6  | 4  | +2  | 7   |
| Суринам          | 3   | 1   | 0   | 2   | 4  | 10 | −6  | 3   |
| Холандски Антили | 3   | 0   | 0   | 3   | 3  | 11 | −8  | 0   |

| Барбадос                  | 3:2 | Суринам                                 |
| ------------------------- | --- | --------------------------------------- |
| Норман Форд 62’, 65’, 70’ |     | Клифтон Сандвлиет 33’ · Серџо Арепа 42’ |

| Куба | 7:1 | Холандски Антили   |
| --- | --- | ------------------ |
| Леонел Дуарте 21’, 45’ · Јаниер Маркез 25’ · Роберто Линарес 39’, 86’ · Хаиме Колом 79’ · Хорхе Луис Клавело 82’ |     | Ашар Бернандус 61’ |

| Суринам                | 2:1 | Холандски Антили |
| ---------------------- | --- | ---------------- |
| Клевен Ванабо 70’, 76’ |     | Деми Росарио 81’ |

| Куба                   | 1:1 | Барбадос       |
| ---------------------- | --- | -------------- |
| Хорхе Луис Клавело 68’ |     | Ангус Дојл 66’ |

| Холандски Антили    | 1:2 | Барбадос                              |
| ------------------- | --- | ------------------------------------- |
| Џошуа Бикинтини 45’ |     | Норман Форд 6’ (пен.) · Џон Парис 20’ |

| Куба | 6:0 | Суринам |
| --- | --- | ------- |
| Алајн Сервантес 11’, 43’ · Јаниер Маркес 49’ · Роберто Линарес 55’ · Леонел Дуарте 65’ · Анијер Дранкет 72’ |     |         |

### Група Х
Утакмице су игране на Тринидад и Тобагу од 5. до 9. новембра.
| Репрезентација    | Ута | Поб | Нер | Изг | ГД | ГП | ГР | Бод |
| ----------------- | --- | --- | --- | --- | -- | -- | -- | --- |
| Тринидад и Тобаго | 3   | 2   | 1   | 0   | 7  | 4  | +3 | 7   |
| Антигва и Барбуда | 3   | 2   | 0   | 1   | 8  | 7  | +1 | 6   |
| Гвајана           | 3   | 0   | 2   | 1   | 3  | 4  | −1 | 2   |
| Сент Китс и Невис | 3   | 0   | 1   | 2   | 5  | 8  | −3 | 1   |

| Гвајана               | 1:1 | Сент Китс и Невис |
| --------------------- | --- | ----------------- |
| Грегори Ричардсон 35’ |     | Ијан Лејк 29’     |

| Тринидад и Тобаго                                      | 3:2 | Антигва и Барбуда                     |
| ------------------------------------------------------ | --- | ------------------------------------- |
| Корнел Глен 68’ · Арнолд Дварика 73’ · Андре Тусан 87’ |     | Питер Бајерс 23’ · Рандолф Бартон 90’ |

| Антигва и Барбуда                        | 2:1 | Гвајана            |
| ---------------------------------------- | --- | ------------------ |
| Микел Лигервуд 11’ · Ранџи Кристијан 78’ |     | Рендолф Џероне 45’ |

| Тринидад и Тобаго                                         | 3:1 | Сент Китс и Невис |
| --------------------------------------------------------- | --- | ----------------- |
| Кеон Данијел 37’ · Калим Хајланд 65’ · Девон Џорслинг 66’ |     | Џевон Френсис 86’ |

| Сент Китс и Невис           | 3:4 | Антигва и Барбуда                                  |
| --------------------------- | --- | -------------------------------------------------- |
| Џевон Френсис 57’, 70’, 80’ |     | Питер Бајерс 7’, 45’ (пен.) · Џејми Томас 60’, 73’ |

| Тринидад и Тобаго  | 1:1 | Гвајана                      |
| ------------------ | --- | ---------------------------- |
| Девон Џорслинг 85’ |     | Грегори Ричардсон 58’ (пен.) |